# Moc a sláva
Moc a sláva (v anglickém originále The Power and the Glory) je román anglického spisovatele Grahama Greena. Poprvé vyšel v roce 1940.

## Historické prostředí románu
Román je zasazen do revolučními zmatky zmítaného Mexika ve třicátých letech 20. století, kde Greene nějaký čas pobýval. Revoluční vláda se rozhodla v tradičně katolické zemi skoncovat s náboženstvím, a činila tak vskutku nevybíravým způsobem. Kostely byly bořeny a přiznání se k víře, natož vykonávání kněžského povolání bylo trestáno smrtí. Kněží byli buďto popraveni nebo přinuceni k oficiálnímu zřeknutí se víry se všemi praktickými atributy takového kroku (v čele se vstupem do manželství). Nový režim na místě zbořených chrámů stavěl dětská hřiště, aby tak projevil svojí vůli sloužit nové „tmářstvím nepoznamenané“ generaci. Jak se dočteme v Greenově knize – a to je symbolika vskutku demonstrativní – tato hřiště byla zcela opuštěná; jejich stavitelé zapomněli, že prolézaček, houpaček a dalšího vybavení, vyrobených výhradně z kovu, se v tropickém žáru nebylo možno ani dotknout.

## Obsah
Coby hlavní postava zde vystupuje v zemi poslední praktikující kněz, který se skrývá na venkově, putuje od vesnice k vesnici a tajně zde za improvizovaných podmínek slouží mše, křtí děti, oddává a vykonává všechny ostatní kněžské úkony. Není to ovšem člověk, který by byl zářným příkladem pro své okolí. Říkají mu „páter Chlast“, protože se nikdy neodloučí od své láhve, zbaběle se bojí o život a je spíše reprezentantem všeho, co duchovnímu neslouží k cti, dokonce je otcem 7leté dcery. Přece však svědomí jeho poslání je tím posledním, co na dně jeho duše zůstává. Tato zchátralá postava je – když na to přijde – schopna za nejhorších a nejtísnivějších podmínek říkat velmi neobvyklá, ale též velmi působivá a ohromivě hluboká křesťanská slova. Tento člověk sám na sobě prožívá, jak jej vlastní nedostatečnost a zchátralost činí slitovnějším, vnímavějším vůči trpícím, stejně jako zranitelnějším i odmítavějším vůči falešným tónům, kterými se tak často prezentují tzv. zbožní lidé. Tento vzpurný kněz, na jehož hlavu je vypsána odměna, snažící se zachránit, tak jak to udělali všichni ostatní kněží, i ti nejctnostnější a který se skutečně zachrání a překročí hranici, se nakonec vědomě vydá do rukou zrádce, který zneužije jeho kněžského svědomí a pod záminkou poskytnutí útěchy umírajícímu jej dovede nazpět na území státu, kde již čeká policie, aby jej zatkla. Je mu jasné, že se jedná o léčku, přesto tento kněz, který se třese před smrtí, vydává svůj život, aniž by jen na chvilku ztratil pocit své ubohosti a hanby. Považoval by za vtip, kdyby ho někdo považoval za světce. Je ochráněn před pýchou, samolibostí, spokojeností se sebou. Jak napsal v předmluvě k románu francouzský spisovatel François Mauriac: „jde vstříc mučednictví a stále má na mysli představu, že je nicotný hříšník ve stavu smrtelného hříchu, a tak se obětuje a vše předává Bohu té moci a slávy, která triumfuje v tom, koho pokládá za nejbídnějšího z lidí: v něm samém“. Zatímco v témže městě předčítá zbožná žena svým dětem povznášející líčení triumfální mučednické smrti, Greenův ubohý hrdina vrávorá roztřeseně ke zdi, u níž ho stihne smrtící kulka, aniž by tak, jak je líčeno v idealizovaných příbězích před smrtí hrdinsky zvolal: „Viva el Cristo Rey!“

## Poselství díla
V románu se otevírají dva světy: svět zbožných klamů, ušlechtilých přání a nároků na straně jedné a svět iluzí zbavené, zahanbující a přece lidsky uchvacující zkušenosti. Hrdina, selhávající v životě a ubohý ve smrti, ovšem umírající pro svůj úřad, byl posledním představitelem svého poslání v zemi. Ale jeho víra nezakolísá, i když neví, že sotva se zhroutí pod kulkami, okamžitě se v tajnosti v zemi objeví jiný kněz. Představa skryté přítomnosti Boha ve světě zajímá Grahama Greena mnohem více než majestátní fasáda, kterou církev obyčejně vztyčuje nad člověkem.